# Jeremy Silman
Jeremy Silman, né le 28 août 1954 à Del Rio (Texas) et mort le 21 septembre 2023 à Los Angeles (Californie), est un maître international américain du jeu d'échecs, auteur de plusieurs livres, la plupart sur les échecs.

## Biographie
Jeremy Silman écrit 35 livres sur le thème du jeu d'échecs et sur les jeux de casino. En 2001, il est consultant pour le film Harry Potter à l'école des sorciers, dont il supervise les coups joués lors du tournage des parties d'échecs. Il contribue aux magazines New in Chess, Chess Life (en) et Players Chess News.
Il remporte l'US Open en 1981, l'American Open et le National Open. Il est l'entraîneur de l'équipe nationale américaine junior.
Il obtient le titre de Maître international en 1988.
Il publie le roman Autobiography of a Goat en 2013, dont il précise qu'il s'agit d'un roman « pour adultes uniquement », contenant des scènes de sexe et d'usage de drogue.

## Description des œuvres de Jeremy Silman
(septembre 2023).

### La Méthode Silman pour maîtriser les finales aux échecs
Dans ce livre publié pour la première fois aux États-Unis en 2007, Jeremy Silman propose d'étudier les finales en les regroupant en neuf chapitres selon le classement Elo du lecteur qui les étudie. Le premier chapitre est pour le niveau « débutants (sans cote) 999 », avec les finales basiques (deux tours contre roi, roi et dame contre roi seul) et les risques de pat. Le quatrième chapitre (« Classe « C » - 1400-1599 » est le plus long du livre car il correspond à un niveau moyen de joueur de tournoi et plusieurs importantes notions à acquérir. On y trouve les finales de roi et pion contre roi, ainsi que la position de Lucena que l'auteur qualifie de « mère de toutes les finales de tour », la position de Philidor, qui est selon lui « un concept défensif fondamental », ainsi que, entre autres, les finales de pièces mineures. Le chapitre 8 aborde les finales pour maîtres et le dernier les « finales pour le pur plaisir. »
Il faut noter que le livre n'aborde absolument pas la finale « roi, fou et cavalier contre roi seul », l'auteur la trouvant difficile et estimant qu'elle est trop rare pour valoir les quelques heures d'études de son apprentissage. Il dit ne l'avoir rencontrée qu'une seule fois dans toute sa carrière et que, par exemple, ni John Watson ni William John Donaldson (en) n'ont jamais eu à la jouer.

### Mûrir son style aux échecs: cours complet jusqu'à la maîtrise échiquéenne
Dans ce livre publié en français en 1998, Jeremy Silman nous invite à utiliser, à partir des déséquilibres de la position, sa méthode de réflexion structurée pour déterminer un plan . 
La notion de déséquilibre est fondamentale ; c'est grâce à elle que l'on va pouvoir construire un plan.
Le livre commence par les finales élémentaires, roi et pion(s) contre roi avec les notions d’opposition et de débordement, puis finales tour et pion contre tour (il se justifie de la présence de ces chapitres en énonçant que tout joueur doit maîtriser ces fondamentaux), puis le thème annoncé est enfin abordé. 
En voici une synthèse :

#### Déséquilibres et technique de réflexion structurée
Il faut savoir reconnaître les particularités d'une position et notamment les déséquilibres, c'est-à-dire tout ce qui peut différencier la position blanche de la noire.
Le véritable objectif de la partie consiste à provoquer un déséquilibre et tenter que cela en devienne un atout pour soi. 
Le déséquilibre n'est donc pas un avantage, c'est une différence. 
Voici les divers déséquilibres :
- Pièces légères plus actives
- Meilleur squelette de pions
- Avantage d'espace
- Avantage matériel
- Contrôle d'une ligne ou d'une case clé : les diagonales, rangées et colonnes servent de voies d'accès pour vos pièces et  les cases clé servent de domicile
- Avance de développement
- Initiative

Il faut apprendre à les reconnaître et à comprendre leurs rôles dans l'élaboration d'un plan. Pour utiliser ces déséquilibres à bon escient. Voici la méthode :
1. Identifier les déséquilibres positifs et négatifs pour les deux camps
2. Décider du secteur de l'échiquier où se trouve un déséquilibre favorable (ou la possibilité d'en créer un), vers lequel se porteront vos efforts
3. Ne rien calculer. Imaginer plutôt les positions de rêve auxquelles on aimerait arriver
4. Après s'être arrêté sur une position de rêve, voir s'il existe une façon de la concrétiser. Si ce n'est pas possible en imaginer une autre plus accessible.
5. On peut enfin faire la liste des coups candidats

« Cette technique de réflexion fonctionne à merveille, mais il faut pas mal de pratique pour la maîtriser. Si vous disposez de peu de temps à consacrer à l'étude échiquéenne, voici une bonne nouvelle. Le simple fait de bien comprendre les déséquilibres et rien que cela peut faire office de méthode rapide de planification. Contentez-vous d'identifier les déséquilibres et tentez de les exploiter. Le gros de ce volume se penche de façon détaillée sur chaque déséquilibre. Après avoir maîtrisé le sujet, vous pourrez vous fier aux seuls déséquilibres pour élaborer votre plan. »

Chaque chapitre est illustré d'exemples et d'exercices, les solutions sont en fin de volume.

#### Calcul et combinaisons
Pour trouver le plan adéquat, il faut d'abord adopter la technique de réflexion structurée ou au moins soupeser les déséquilibres, et ceci quelle que soit la situation, positionnelle ou tactique. Ce n'est qu'après avoir déterminé un plan correct qu'il vaut la peine de calculer les variantes.
En règle générale, les calculs sont requis pour vérifier la correction tactique d'un coup. 
Pour savoir si un coup est réfutable tactiquement, nous empruntons à Alexandre Kotov la notion des coups candidats c'est-à-dire toutes les répliques adverses plausibles dans le sens de réponses raisonnables.
J. Silman : « Jouer d'expérience, je me dispense de tout calculer, même dans les positions complexes, mais non avoir adopté ma technique de réflexion structurée afin de déterminer un plan correct. 
Lorsque la position réclame réclame un coup logique à cor et à cri, je fais confiance à mon instinct, convaincu que la vérité spirituelle ultime de l'échiquier ne me laissera pas tomber. J'ai parfois eu à regretter ma témérité idéaliste, attention donc la déesse Caïssa ne récompense pas toujours ses adeptes.
D'habitude, l'on peut se contenter de calculer deux ou trois coups à l'avance pour s'assurer que tout va bien. Mais une fois par lune, il est impératif de s'astreindre à de très longs calculs, lorsqu'il est impératif de regarder la position à la loupe. »

#### Les déséquilibres en détails
- La sarabande des pièces légères en milieu de partie.

L'avantage de la paire de fous, ou encore un cavalier qui contrôle un fou ennemi peut sembler être un détail mineur. En réalité nombre de parties gagnées le sont grâce à la supériorité d'une pièce légère par rapport à une autre. Les parties ne se gagnent pas toutes seules : pour qu’une différence de valeur puisse se faire sentir jusque dans le résultat d'une partie, il faut l'alimenter sans relâche. On peut remporter nombre de victoires en empruntant le raccourci stratégique suivant :
- - créer un déséquilibre, par exemple en s'arrangeant pour se retrouver avec un fou contre cavalier
  - ensuite créer un environnement propice au fou :
    - en mettant en place un squelette de pions flexibles pour lui ouvrir les diagonales
    - en attirant les pions ennemis sur des cases de même couleur que celle du fou afin de les rendre vulnérables en finale ;
    - en empêchant le cavalier d'occuper un avant-poste de façon à réduire son activité à sa plus simple expression.
- Lorsque le fruit est mûr, ne reste plus qu'à passer en finale, pour permettre au fou supersonique contre le cavalier de transformer ce déséquilibre en avantage tangible.

Le recueil se termine avec un lexique des termes échiquéens, les solutions des exercices, une liste de livres recommandés et un index des parties par joueurs.                           

## Œuvres publiées traduites en français
- Comment mûrir son style aux échecs : cours complet jusqu'à la maîtrise échiquéenne, (traduit de l'américain par Louis Morin) Éditions Échecs et Maths (Montréal), 1998, 416 p. (ISBN 1-895525-00-4)
- Mûrir son style par l'exemple : ou comment tirer parti des déséquilibres aux échecs, Échecs et Maths (Montréal), 2001, 433 p. (ISBN 1-895525-07-1)
- Le cerveau de l'amateur mis à nu, ou comment transformer vos échecs en maîtrise, Éditions Échecs et Maths
- La Méthode Silman pour maîtriser les finales aux échecs : du débutant jusqu'au maître, Échecs et Maths, 2008 (édition canadienne), 2007 pour l'édition originale, 523 p. (ISBN 1-895525-18-7)